# Fédéralisme breton
Ne doit pas être confondu avec Mouvement breton (Emsav).
Le fédéralisme breton est un courant politique apparu au début des années 1920 lors du second Emsav, et revendiquant l'émergence d'un modèle politique fédéral en France, au sein duquel la Bretagne bénéficierait d'une grande autonomie locale.

## Positionnement au sein du mouvement breton
L'universitaire Michel Nicolas décrit cette tendance politique du mouvement breton comme « une doctrine visant à organiser le territoire et les institutions (locales et centrales) sur le mode propre aux états fédéraux ». Selon lui, les personnes appartenant à cette tendance peuvent choisir de se présenter comme autonomistes « dès lors qu'ils revendiquent une autonomie locale comparable à celle ayant cours dans les états fédéraux ».
Il l'oppose ainsi au Régionalisme breton qui lui vise à un « réaménagement administratif accordant une autonomie à l'échelon régional » (c'est-à-dire autonomiste), et au nationalisme breton qui lui cherche à « mettre en avant la nation dans un cadre étatique comme non étatique » (c'est-à-dire séparatiste et indépendantiste).

## Histoire
Les premières idées fédéralistes commencent à s'exprimer au sein du Groupe régionaliste breton dans les années 1920. En juin 1926 la revue de ce parti, Breiz Atao, fait le choix du sous-titre « la revue mensuel du nationalisme breton et du fédéralisme international » sous l'influence de Maurice Duhamel. Ce dernier développe en 1929 dans son livre La Question bretonne dans son cadre européen l'idée que la nation bretonne dispose d'un droit à disposer d'elle-même au sein d'une institution fédérale française et européenne.
Lorsque le Parti autonomiste breton tient son congrès fondateur en août 1928 et qu'il se dote d'une doctrine propre, le fédéralisme breton apparait alors comme l'idée prépondérante, bien que l'idée nationaliste y soit aussi présente. Le fédéralisme est alors défendu et développé par Maurice Duhamel et Morvan Marchal au sein de ce parti.
La dissolution du Parti autonomiste breton en 1931 pour des raisons financières sonne la séparation définitives des nationalistes et des fédéralistes. Ces derniers parviennent à imposer leur ligne au sein du PAB à la suite d'un congrès du parti à Rennes en avril 1931, mais la banqueroute du PAB les obligent à se regrouper dans une nouvelle structure, la Ligue fédéraliste de Bretagne, et à abandonner le journal Breiz Atao aux nationalistes. Une centaine de personnes rejoignent alors la Ligue. Celle-ci devient un des lieux d'échange de la gauche bretonne, mais son influence ne va guère au-delà du département d'Ille-et-Vilaine, et elle périclite dès le printemps 1935. Ils s'opposent aux idées des nationalistes bretons, notamment lorsque le programme SAGA est publié en 1933.
Un manifeste des Bretons fédéralistes est cosigné en 1938 par Raphaël Tullou, Goulven Mazéas et Morvan Marchal contre la guerre à venir. Ce manifeste affirme : « […] l'impérieux devoir de regrouper ceux de nos compatriotes qui ne veulent pas confondre Bretagne et Église, Bretagne et réaction, Bretagne et parti-pris puéril anti-français, Bretagne et capital, et encore moins Bretagne et racisme. ».
Selon Michel Nicolas, leurs idées seront par la suite reprises après-guerre au sein du mouvement breton pour se positionner au côté du fédéralisme européen et y auront une influence importante. Il décrit le fédéralisme breton de cette période comme « un moyen de modernisation pour le régionalisme ».